# Seznam mest v Afganistanu
Seznam mest v Afganistanu je urejen po velikosti prebivalstva v letu 2002.

## Seznam
1. Kabul – 2.967.056
2. Kandahar – 381.167
3. Mazar-e Šarif – 291.950
4. Herat – 267.448
5. Džalalabad – 192.043
6. Qunduz – 157.093
7. Gazni – 136.338
8. Bamijan – 119.556
9. Baghlan – 105.090
10. Balh – 104.376